# Universidade de Nevada (Las Vegas)
A Universidade de Nevada, Las Vegas, muitas vezes conhecida como UNLV, é uma universidade pública situada em Las Vegas, Nevada, Estados Unidos. A universidade tem cerca de 29 069 alunos. Foi fundada em 1957. O atual presidente da universidade é Neal J. Smatresk.

## Esportes
As equipes de atletismo da universidade são conhecidas como as UNLV Rebels [en] e participam das competições universitárias organizadas pela NCAA, que integram a Mountain West Conference [en].